# Baya de Oro
Baya de Oro (Goldberry en el original en inglés), llamada la «Hija del Río» ("River-woman's daughter" en el original), es un personaje ficticio que aparece en varios textos de J. R. R. Tolkien: en el poema «Las aventuras de Tom Bombadil», publicado en el libro Las aventuras de Tom Bombadil y otros poemas de El Libro Rojo; y en los capítulos «El bosque Viejo», «En casa de Tom Bombadil», y «Niebla en las Quebradas de los Túmulos» del primer tomo (La Comunidad del Anillo) de la novela El Señor de los Anillos. Está felizmente casada con Tom Bombadil con el que vive en el límite oriental del bosque Viejo, a la orilla del río Tornasauce, del que procede.

## Nombres y etimología
El nombre en inglés Goldberry podría ser una derivación en oestron del sindarin Golodh-bereth, que significaría ‘reina de las flores’.[cita requerida]
El sobrenombre de Baya de Oro, «River Woman's Daughter», ha sido traducido al español en El Señor de los Anillos solamente como «Hija del Río», con lo que se pierde un elemento importante: la existencia de una «Mujer del Río», o «Dama del Río», que sería la madre de Baya de Oro.

## Historia

### EnLas aventuras de Tom Bombadil y otros poemas de El Libro Rojo
El primer poema del libro, titulado de forma homónima, Baya de Oro aparece juguetona, arrojando a Tom al río, para después volver a la oscura cueva del fondo del Tornasauce en la que vivía con su madre. Tras una serie de aventuras de Bombadil más o menos inconexas, el poema narra  la «captura» de Baya de Oro por Tom Bombadil para convertirla en su esposa y comenzar una alegre vida juntos.

### EnEl Señor de los Anillos
En la trama de El Señor de los Anillos, Baya de Oro y Tom coinciden con los hobbits en su camino hacia Rivendel para llevar allí el Anillo Único. Tom y Baya de Oro les ayudan y les dan de comer.

## Orígenes inciertos del personaje
Sus orígenes no son seguros, y se especula que no es realmente una mujer mortal, sino más bien un espíritu del río Tornasauce en el bosque Viejo. Similar a los muchos espíritus de los ríos del folclore inglés como Peg Powler del río Tees, aunque mucho más gentil.[cita requerida]
Otra explicación es que ella fuera originalmente una Maia que se «volvió nativa» uniéndose con el río, algo similar a Melian casándose con Elu Thingol.
Se especula que ella es Yavanna en persona, esposa de Aulë (bajo esta teoría Tom Bombadil sería el mismo Aulë).[cita requerida]
Todo lo anterior se mantiene en un nivel especulativo, Baya de Oro y Tom Bombadil resultan grandes enigmas en la coherencia interna del legendarium de Tolkien.[cita requerida]